# Naenaria nigrocoerulea
Naenaria nigrocoerulea là một loài tò vò trong họ Ichneumonidae.